# Најгвирц
Најгвирц, односно пимент (Pimenta dioica) је ниско дрво из Средње и Јужне Америке. Гаји се због миришљавог плода који се користи као веома укусан и здрав зачин. Овај зачин код нас је познат и под именима пимент, најквирц, као и клинчићев папар, каранфил−бибер,, јамајчански бибер, јамајка−папар. У старијој литератури често се може наћи и под научним именом Pimenta officinalis. 

## Распрострањеност и услови станишта
Најгвирц је пореклом из Централне и Јужне Америке. Ареал му се простире од Мексика до Јамајке. Открили су га шпански истраживачи када су се, у 16. веку, искрцали на обале данашњег Мексика. Данас се гаји комерцијално широм тропских подручја Америке − у Мексику, Хондурасу, Тринидаду, на Куби, а посебно на Јамајци, која практично има монопол у производњи овог цењеног зачина. Најгвирц је једини зачин чија је комерцијална производња потпуно ограничена на Нови Свет.

## Опис врсте
Најгвирц, односно пимент је ниско дрво. Може порасти 10−12 м. висок. Стабло је еластично, сребрнасто сиве коре која се љуспа у танким тракама. Крошња је разграната, са мноштвом танких грана. Листови су наспрамни, зимзелени и крупни. Дуги су 4−8 цм, зашиљеног врха и мирисни попут плодова. Цветови су ситни, беличасти, са 4−5 латица. Скупљени су у пирамидалним метличастим цвастима. Углавном су терминалне, али некада расту и из пазуха листа. Плодови су бобичасте коштунице смеђе боје, пречника 0,6 цм. Управо ове бобице користе се као зачин.
- Кора дебла
- Густа крошња танких грана, са великим, кожастим листовима
- Терминалне, метличасте цвасти
- Незрели плодови

## Услови станишта
У природи може расти само у тропским условима, у шипражју на ободу шума. У тропским областима може се гајити и у посуди на балкону. Може се гајити и у стакленицима, али само у природним условима може достићи пуну величину. Цвет и плод доноси само у природи.

## Употреба
Гаји се ради ароматичних плодова који се, као додатак јелима, употребљавају цели или у праху. Зелени плодови су ароматичнији од зрелих. За арому најгвирца заслужно је етарско уље, којег има 3−4% и у којем је, као и код каранфилића, главни састојак фенол еугенол. Еугенол има велику антисептичку моћ и употребљава се као стомахик. Такође се користи и као анестетик код зубобоље.
Укус најгвирца можда најбоље дефинише енглески назив за овај зачин − Allspice („све−зачин”). Наиме, сматрало се да укус пимента личи на мешавину цимета, каранфилића, и мушкатног орашчића. Користи се као зачин како у сланим, тако и у слатким јелима. Такође се додаје и ликерима, а етарско уље употребљава се у козметичким препаратима и парфемима.
У земљама порекла (гајења) такође се много користи и свеже или сушено лишће, за кување или сушење меса. Етарско уље из лишћа је од значаја у индустријској производњи кобасица.